# Марк Петроний Мамерцин
Марк Петро́ний Мамерци́н (лат. Marcus Petronius Mamertinus; умер после 150 года) — римский государственный и политический деятель, консул-суффект 150 года.

## Биография
Мамерцин, по всей видимости, был африканского или италийского происхождения и происходил из сословия всадников. В 133—137 годах он занимал должность префекта Египта. Спустя два года Мамерцин стал префектом претория и оставался им вплоть до 143 года. За заслуги император Антонин Пий включил его в состав сената. В 150 году Мамерцин был назначен консулом-суффектом вместе с Марком Кассием Аполлинаром.
У Мамерцина было два сына — Марк Петроний Сура Мамертин и Марк Петроний Сура Септимиан, казнённые в правление Коммода.